# 法沃河
法沃河（法語：Fave，法語發音：[fav]）是法国大東部大區孚日省的河流，是默尔特河的右支流，长22.2千米。